# Amazone à couronne lilas
Amazona finschi
Espèce
Statut de conservation UICN

 EN A2cd+3cd+4cd : En danger
Statut CITES
L'Amazone à couronne lilas (Amazona finschi) est une espèce d'oiseau appartenant à la famille des Psittacidae endémique du Mexique.
Le nom scientifique de l'espèce commémore l'ornithologue et explorateur allemand Friedrich Hermann Otto Finsch (1839-1917).

## Description
Cet oiseau ressemble beaucoup à l'Amazone à joues vertes avec son plumage essentiellement vert et les ailes marquées de rouge. Il s'en distingue notamment par le front rouge sombre et la calotte et la nuque lilas.
Cette amazone mesure 32 cm pour une envergure d'environ 61 cm et une masse de 300 g.

## Répartition et habitat
Cette espèce est endémique du la côte Pacifique au Mexique. Elle vit dans les forêts décidues, semi-décidues ainsi que dans les forêts mixtes de pins et chênes, jusqu'à 2 000 m d'altitude.

## Menaces
Cette espèce est principalement menacée par le braconnage, on estime qu'environ 5 400 individus sont capturés par an pour être domestiqués. Elle est également menacée par la degradation de son habitat, transformé en terres agricoles et terres de pâturages.